# آشوبگر
آشوبگر فیلمی به کارگردانی و نویسندگی سعید نیوندی محصول سال ۱۳۵۱ است.

## داستان
بابک که کارخانهٔ عمویش را اداره می‌کند به سیمین، منشی کارخانه، علاقه دارد...

## بازیگران
- آرمان
- سیمین غفاری
- بابک
- ناصر جک لرد
- محسن آراسته
- بهزاد جوانبخش
- محمدتقی کهنمویی
- اسداله یکتا
- فرنگیس فروهر
- ملیحه نصیری